# Eleição para Presidente da Assembleia da República Portuguesa de 2005
A eleição para Presidente da Assembleia da República de 2005 decorreu no dia 16 de março de 2005, tendo sido eleito Jaime Gama. Para que fosse eleito, eram necessários os votos de 116 dos 230 deputados.
A estas eleições concorreu sem oposição Jaime Gama (apoiado pelo Partido Socialista), que venceu a eleição com 197 votos.

## Processo de eleição
No início de cada legislatura, existe um breve período logo no começo da 1.ª sessão legislativa, em que não existe Presidente da Assembleia da República. Uma vez que, e de acordo com a Constituição, o seu mandato termina no início da nova legislatura e não com a tomada de posse do novo Presidente. Resulta que a praxe parlamentar, que tem força de norma, tem sido a de o líder do partido com o maior número de deputados eleitos convidar a presidir em exercício de funções o antigo Presidente da Assembleia da República, caso este seja deputado eleito. De contrário segue precedências, um dos anteriores vice-presidentes, o deputado mais antigo, o deputado mais velho. A relevância desta situação é pouco significativa, sendo mais uma curiosidade, uma vez que a primeira e única função do Presidente em exercício é promover a eleição e conferir posse ao novo Presidente.
Para se ser eleito Presidente da Assembleia da República Portuguesa, uma candidatura deve ser subscritas por um mínimo de um décimo e um máximo de um quinto do número de deputados e obter maioria absoluta dos votos dos deputados em efetividade de funções. Se tal não acontecer, uma segunda volta é realizada com as duas candidaturas mais votadas. Se nenhuma candidatura obtiver a maioria absoluta dos votos, o processo é reaberto.

## Candidaturas

### Candidaturas declaradas
| Candidato (nome e idade) | Candidato (nome e idade) | Candidato (nome e idade) | Histórico político                                                                                       | Ref.  |
| ------------------------ | ------------------------ | ------------------------ | --- | ----- |
| Jaime Gama (57)          | Jaime Gama               |                          | Deputado à Assembleia da República (1975-2011) Ministro dos Negócios Estrangeiros (1983-1985; 1995-2002) | [ 1 ] |

## Resultados
| Candidato               | Candidato               | Partidos apoiantes      | 1.ª Volta | 1.ª Volta       |
| Candidato               | Candidato               | Partidos apoiantes      | Votos     | %               |
| ----------------------- | ----------------------- | ----------------------- | --------- | --------------- |
|                         | Jaime Gama              | PS                      | 197       | 86,03 / 100,00  |
| Votos inválidos         | Votos inválidos         | Votos inválidos         | 32        | 13,97 / 100,00  |
| Total                   | Total                   | Total                   | 229       | 100,00 / 100,00 |
| Eleitorado/Participação | Eleitorado/Participação | Eleitorado/Participação | 230       | 99,57 / 100,00  |
| Votos necessários       | Votos necessários       | Votos necessários       | 116       |                 |
| Fonte                   | Fonte                   | Fonte                   | [ 2 ]     | [ 2 ]           |